# 威王 (楚)
威王（いおう）は、中国の戦国時代の楚の王。姓は羋、氏は熊。諱は商。宣王の子。懐王の父。

## 生涯
宣王30年（紀元前340年）、宣王が薨去すると、後を嗣いで楚王となった。
威王のとき、越王無彊の軍が斉の使嗾を受けて楚に侵攻してきた。威王は出兵して越軍を撃破し、旧呉の領域を攻め取った。
威王7年（紀元前333年）、威王は軍を動員して斉を攻撃し、徐州で斉軍を撃破した。威王は靖郭君田嬰を斉から追放させようとしたが、張丑の説得を受けて、田嬰追放の要求を取り下げた。
威王11年（紀元前329年）、威王は薨去した。在位11年。